# Nicolò De Lisi
Nicolò De Lisi, né le 7 janvier 2001 à Acqui Terme en Italie, est un coureur cycliste suisse.

## Biographie
Originaire d'Acqui Terme (Piémont), Nicolò De Lisi commence le cyclisme à l'âge de neuf ans. Il est entraîné depuis 2019 par l'ancien cycliste professionnel Rubens Bertogliati.
En 2018 et 2019, il est sacré champion de Suisse de l'omnium chez les juniors (moins de 19 ans). Il remporte également le titre national sur route juniors en 2019. De Lisi rejoint ensuite l'équipe continentale italienne D'Amico-UM Tools en 2020. Au mois de juillet, il s'impose sur le kilomètre aux championnats de Suisse sur piste à Aigle. 
À l'automne 2021, il participe aux championnats d'Europe sur piste avec la sélection nationale suisse.

## Palmarès sur piste

### Championnats de Suisse
- 2018
  -  Champion de Suisse de l'omnium juniors
- 2019
  -  Champion de Suisse de l'omnium juniors
  - 2e du kilomètre
- 2020
  -  Champion de Suisse du kilomètre
  - 2e de la vitesse
- 2021
  - 2e du scratch
- 2022
  -  Champion de Suisse de course par élimination
  - 2e de l'américaine
  - 3e de l'omnium
- 2023
  -  Champion de Suisse de poursuite par équipes
- 2024
  - 2e du kilomètre
  - 3e du keirin
  - 3e de la vitesse

## Palmarès sur route
- 2018
  - 2e de Coire-Arosa juniors
- 2019
  -  Champion de Suisse sur route juniors
- 2024
  - 2e de la Targa Crocifisso